# 一汽通用
一汽通用轻型商用汽车有限公司（FAW-GM）是一家商用汽车制造公司，总部设在中国长春。由中国第一汽车集团公司与通用汽车（中国）投资有限公司合资经营。于2009年7月27日注册成立。公司注册资本为12亿人民币，双方各占50%股份。合资经营期限为30年。该公司生产“解放牌”轻型卡车和皮卡车。
2019年，通用汽车退出了该公司。该公司随后更名为一汽轻型商用车有限公司，并成为一汽的全资子公司。